# Sent German sus Vinhana
Sent German sus Vinhana (en francès Saint-Germain-de-Confolens) és un municipi francès situat al departament del Charente i a la regió de la Nova Aquitània. L'any 2007 tenia 98 habitants.

## Demografia

### Població
El 2007 la població de fet de Saint-Germain-de-Confolens era de 98 persones. Hi havia 41 famílies de les quals 16 eren unipersonals (8 homes vivint sols i 8 dones vivint soles), 13 parelles sense fills, 8 parelles amb fills i 4 famílies monoparentals amb fills.
La població ha evolucionat segons el següent gràfic:
Habitants censats

### Habitatges
El 2007 hi havia 88 habitatges, 49 eren l'habitatge principal de la família, 23 eren segones residències i 16 estaven desocupats. 83 eren cases i 4 eren apartaments. Dels 49 habitatges principals, 36 estaven ocupats pels seus propietaris, 11 estaven llogats i ocupats pels llogaters i 2 estaven cedits a títol gratuït; 6 tenien dues cambres, 8 en tenien tres, 19 en tenien quatre i 15 en tenien cinc o més. 32 habitatges disposaven pel capbaix d'una plaça de pàrquing. A 21 habitatges hi havia un automòbil i a 17 n'hi havia dos o més.

### Piràmide de població
La piràmide de població per edats i sexe el 2009 era:
| Homes | Edats   | Dones |
| ----- | ------- | ----- |
| 0     | 95 o +  | 0     |
| 0     | 90 a 94 | 4     |
| 0     | 85 a 89 | 0     |
| 0     | 80 a 84 | 0     |
| 0     | 75 a 79 | 4     |
| 0     | 70 a 74 | 4     |
| 4     | 65 a 69 | 4     |
| 8     | 60 a 64 | 0     |
| 12    | 55 a 59 | 8     |
| 4     | 50 a 54 | 8     |
| 0     | 45 a 49 | 4     |
| 0     | 40 a 44 | 4     |
| 4     | 35 a 39 | 4     |
| 4     | 30 a 34 | 0     |
| 0     | 25 a 29 | 0     |
| 0     | 20 a 24 | 0     |
| 4     | 15 a 19 | 0     |
| 4     | 10 a 14 | 0     |
| 0     | 5 a 9   | 0     |
| 0     | 0 a 4   | 0     |

## Economia
El 2007 la població en edat de treballar era de 60 persones, 29 eren actives i 31 eren inactives. De les 29 persones actives 27 estaven ocupades (13 homes i 14 dones) i 2 estaven aturades (1 home i 1 dona). De les 31 persones inactives 18 estaven jubilades, 3 estaven estudiant i 10 estaven classificades com a «altres inactius».
Activitats econòmiques
Dels 6 establiments que hi havia el 2007, 1 era d'una empresa extractiva, 1 d'una empresa de fabricació d'altres productes industrials, 1 d'una empresa de construcció i 3 d'empreses d'hostatgeria i restauració.
Dels 3 establiments de servei als particulars que hi havia el 2009, 1 era una fusteria i 2 restaurants.
L'any 2000 a Saint-Germain-de-Confolens hi havia 6 explotacions agrícoles.

## Poblacions properes
El següent diagrama mostra les poblacions més properes.